# Do It Like a Dude
"Do It Like a Dude" é uma canção gravada pela cantora-compositora britânica Jessie J, para seu álbum de estreia Who You Are (2010). Foi coescrita pela própria juntamente com George Astasio, Jason Pebworth, Jon Shave, Kyle Abrahams e Peter Ighil, sendo produzido por The Invisible Men e Parker & James. Composta para cantora Rihanna, a obra foi inspirada na faixa da mesma, "Rude Boy". A Island Records pediu a jovem artista que ela interpretasse a canção para ser lançada como de sua autoria. "Do it Like a Dude" foi lançada para download digital em 7 de dezembro nos Estados Unidos e a 18 seguinte em Portugal e Reino Unido, servindo como primeiro single do projeto. Deriva de origens estilísticas de música pop, hip hop, R&B e seu conteúdo lírico tem como conceito a igualdade e a confiança em si mesma.
A recepção por parte da crítica sobre música foi positiva, exaltando o refrão e nomeando-o como "feroz" e "incrível". Depois do seu lançamento, listou-se no segundo lugar da tabela de músicas exitosas do Reino Unido, a UK Singles Chart. No país, veio a receber a certificação de ouro pela British Phonographic Industry (BPI) por mais de quatrocentas mil cópias vendidas. Seu desempenho expandiu-se do território inglês para o resto da Europa com sua entrada em listas de nações como Escócia, Alemanha, Suécia, França e Irlanda, onde teve o pico de número onze na Irish Singles Chart. Esta repercussão fez com que a canção entrasse na classificação continental European Hot 100 na sua 69ª posição. No continente oceânico, situou-se na oitava posição da neozelandesa compilada pela Recording Industry Association of New Zealand (RIANZ), tendo sido autenticada de ouro pela mesma associação. Em localidade britânica, foi umas das faixas mais vendidas do ano de 2011 e venceu a categoria Best Song no MOBO Awards.
Seu vídeo acompanhante foi dirigido por Emil Nava e lançado em 8 de novembro de 2010. Filmado em um cassino mostra jogadores de pôquer fumando e realizando uma partida, enquanto a cantora surge e faz gestos de loucura ao redor das pessoas, mais adiante Jessie J apresenta uma coreografia junto a mais quatro garotas, quando as cenas são inter-cortadas por imagens de gângsters em um concurso de baile. Apresentações ao vivo da canção ocorreram em premiações; VEVO LIFT Presents, Brit Awards, MTV Video Music Awards, em festivais musicais; SWR3 New Pop Festival e V Festival. "Do it Like a Dude" foi incluída nas duas primeiras turnês da inglesa, a Stand Up Tour e Heartbeat Tour.

## Antecedentes e composição

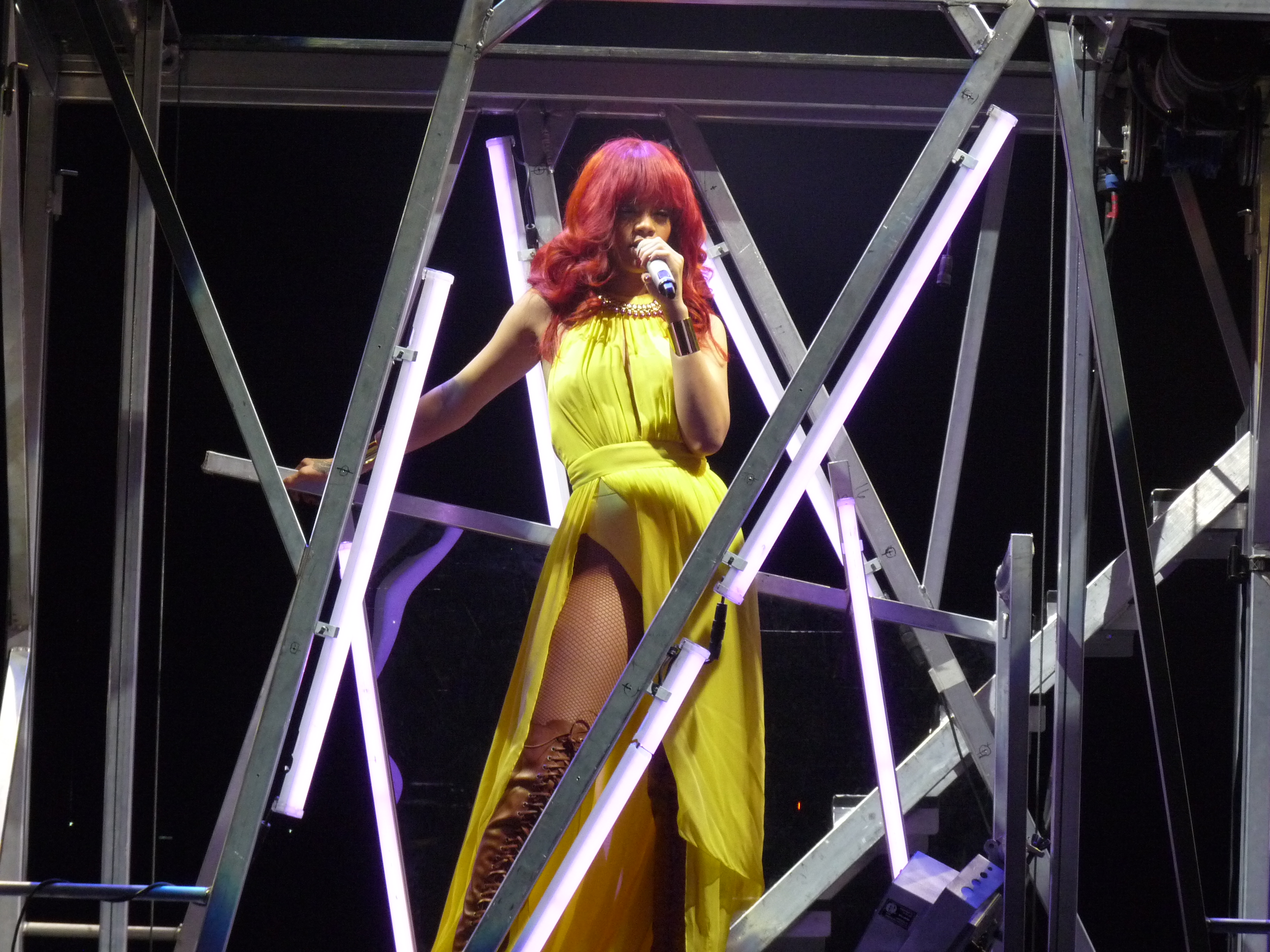
"Do it Like a Dude" foi escrita para cantora barbadense Rihanna, e foi inspirada em seu single "Rude Boy".

"Do It Like a Dude" foi escrita por Jessie J, The Invisible Man e Parker & James, enquanto sua produção musical ficou a cargo dos dois últimos. A cantora originalmente escreveu a música para Rihanna, tendo como sua principal fonte de inspiração "Rude Boy", que tinha sido lançada recentemente. Depois de escrever, a intérprete chegou a sua gravadora, Island Records, antes de enviá-la para Rihanna. Depois disso, a Island insistiu que a canção fosse o seu primeiro single. Em abril de 2011, Jessie J deu uma entrevista ao jornal britânico Daily Mail, onde ela disse que queria interpretar a faixa com Rihanna, comentando que:
| “ | "Eu realmente queria perguntar se poderíamos interpretá-la juntas, em turnê, no V Festival ou em outra grande festa. Eu definitivamente achava que ela estaria no topo." | ” |

Em uma entrevista ao Artistdirect, a cantora disse que o conceito principal da faixa é "igualdade" e "autoconfiança". De acordo com a partitura publicada pela Universal Music Publishing Group na página da Musicnotes, Inc, a música possui um metrônomo de 60 batidas por minuto e é composta na chave de Ré menor. O registro vocal da cantora se estende da nota la♯3 á re♯5.

## Recepção da crítica
"Do it Like a Dude" recebeu diversas revisões, em sua maioria críticas favoráveis. Eric Henderson, da Slant Magazine, comentou que a faixa poderia deixar os fans da Lady Gaga trêmulos. Thomas Erlewine, da Allmusic, após uma revisão do álbum de estreia de Jessie J, Who You Are, disse que "Do It Like a Dude", "Price Tag", "Nobody's Perfect" e "Big White Room", foram as melhores canções. Fraser McAlpine, da BBC, fez uma avaliação positiva para a música, dando-lhe quatro estrelas de cinco e comentando que "seu desempenho é brutal e sexual, como Christina Aguilera pronta para chutar a virilha de 50 Cent:". Erika Berlim para a Rolling Stone escreveu uma avaliação positiva da faixa, dando-lhe quatro estrelas de cinco e chamando seu coro de "feroz" e "incrível". Nick Levine, da Digital Spy, elogiou o refrão e atribuiu a canção cinco estrelas.
Na oitava edição do MOBO Awards, anunciado em julho de 2011, a faixa foi indicada na categoria Best Song, tendo sido eleita como vencedora em 5 de outubro seguinte.

## Promoção

### Vídeo musical
O vídeo da música para "Do it Like a Dude" foi dirigido pelo diretor britânico Emil Nava. O videoclipe foi disponibilizado no VEVO, no dia 8 de novembro de 2012 na conta oficial da cantora. O clipe começa com um grupo de pessoas tatuadas que jogam poker, fumando em um beco cheio de neblina. Em seguida, a cantora começa a cantar o primeiro verso da canção como gestos de loucura em torno destas pessoas. Na cena seguinte mostra Jessie J junto com quatro meninas dançando a coreografia da música. No final, chega em um bairro onde há bandidos jogando poker e cortando carne. Ele termina com os bandidos fazendo um concurso de dança no meio da rua.

### Apresentações ao vivo
A 21 de dezembro de 2010, a cantora cantou a música no festival britânico XoYo, organizado pela revista de mesmo nome. A 16 janeiro de 2011 cantou uma versão acústica do single no Brit Awards. Ela também interpretou a faixa no programa online VEVO LIFT Presents no dia 4 de março de 2011. Mais tarde, no festival alemão apresentou SWR3 Festival New Pop junto com outras canções de seu álbum de estréia Who You Are, "Domino", "Price Tag", "Who's Laughing Now", entre outros.
Em 21 de agosto de 2011, ela cantou a faixa no V Festival sentada em uma cadeira por causa de uma fratura óssea em seu pé esquerdo. Uma semana depois, cantou a canção no MTV Video Music Awards de 2011, em 6 de outubro seguinte, apresentou-a no MOBO Awards. A cantora também interpretou o single "Do It Like a Dude" no festival Big Weekend, como parte da cerimônia de abertura, juntamente com "Mama Knows Best".

## Faixas e formatos
A versão digital de "Do It Like a Dude" contém apenas uma faixa com duração de três minutos e quinze segundos. Foi ainda lançado um extended play EP que contém quatro remisturas e uma versão acústica a partir da faixa original, com mais de vinte e três minutos. Na Europa, a música também foi comercializada em versão CD single, possuindo duas faixas no total, sendo que uma delas é a versão do álbum e outra uma remistura.
| Descarga digital |                     |         |  |
| N.º              | Título              | Duração |  |
| 1.               | "Do It Like a Dude" | 3:15    |  |

| CD single      |                                    |         |  |
| N.º            | Título                             | Duração |  |
| 1.             | "Do It Like a Dude"                | 3:15    |  |
| 2.             | "Do It Like a Dude" (Labrinth Mix) | 3:42    |  |
| Duração total: | Duração total:                     | 6:59    |  |

| EP de remisturas |                                            |         |  |
| N.º              | Título                                     | Duração |  |
| 1.               | "Do It Like a Dude" (Versão explicita)     | 3:15    |  |
| 2.               | "Do It Like a Dude" (Labrinth Mix)         | 3:42    |  |
| 3.               | "Do It Like a Dude" (Curtis Lynch Jnr Mix) | 3:26    |  |
| 4.               | "Do It Like a Dude" (Jakwob Mix)           | 4:27    |  |
| 5.               | "Do It Like a Dude" (Versão acústica)      | 4:19    |  |
| Duração total:   | Duração total:                             | 44:34   |  |

## Desempenho nas tabelas musicais
"Do it Like a Dude" fez sua estreia nas tabelas musicais através da UK Singles Chart, publicada pela empresa britânica Official Charts Company (OCC), na semana de 19 de outubro de 2010 no número 10, e após duas semanas teve seu auge na segunda posição. O single veio a estrear na compilação irlandesa Irish Singles Chart três meses depois no seu 11° lugar e, no mesmo mês, ficou na segunda colocação da escocesa divulgada pela companhia mencionada anteriormente. Como efeito das 26 semanas em que passou na compilação do Reino Unido, a faixa foi autenticada de ouro pela British Phonographic Industry (BPI) por mais de quatrocentas mil cópias vendidas. O trabalho alcançou a oitava posição na região Flandres da Bélgica e a posição de número 19 na Valônia, região sul do mesmo país. Na Alemanha, o tema estreou no 41.º lugar de acordo com a publicação de 2 de abril de 2010 e passou um total de dez semanas no periódico.
Obteve respectivamente os nonagésimo quinto, septuagésimo primeiro, sexagésimo segundo e vigésimo nono nas paradas dos Países Baixos, da França, Áustria e Suécia. Em território dinamarquês, compilada pela associação Hitlisten, esteve na 16.º situação, marcando seu segundo melhor desempenho no país, perdendo apenas para seu sucessor "Price Tag" com participação do rapper norte-americano B.o.B na décima quarta. O resultado comercial de "Do it Like a Dude" na Europa, que incluiu vendas digitais, levou a canção a entrar na tabela continental European Hot 100 em sua sessenta e nove posição. Seu sucesso expandiu-se do continente europeu ao entrar na neozelandesa publicada pela Recording Industry Association of New Zealand (RIANZ), onde foi certificada de ouro ao vender 15 mil exemplares.
| Tabela musical (2010-2011)                | Melhor posição |
| ----------------------------------------- | -------------- |
| Alemanha - German Singles Chart           | 41             |
| Áustria - Austrian Singles Chart          | 62             |
| Bélgica - Ultratip 40 Singles (Flandes)   | 8              |
| Bélgica - Ultratip 40 Singles (Valônia)   | 19             |
| Dinamarca - Danish Singles Chart          | 16             |
| Escócia - Scottish Singles Chart          | 2              |
| União Europeia - European Hot 100 Singles | 69             |
| França - French Singles Chart             | 71             |
| Países Baixos - Dutch Top 40              | 95             |
| Irlanda - Irish Singles Chart             | 11             |
| Nova Zelândia - New Zealand Singles Chart | 8              |
| Suécia - Swedish Singles Chart            | 29             |
| Reino Unido - UK Singles Chart            | 2              |

| Tabela musical (2011)                        | Posição |
| -------------------------------------------- | ------- |
| Reino Unido - UK Singles End-Chat Chart 2011 | 24      |

| País          | Providente | Certificação |
| ------------- | ---------- | ------------ |
| Reino Unido   | ARIA       | Ouro         |
| Nova Zelândia | RIANZ      | Ouro         |

## Histórico de lançamento
| País           | Data                   | Formato          | Editora discográfica |
| -------------- | ---------------------- | ---------------- | -------------------- |
| Reino Unido    | 18 de Novembro de 2010 | Descarga digital | Island               |
| Portugal       | 18 de Novembro de 2010 | Descarga digital | Island               |
| Estados Unidos | 7 de Dezembro de 2010  | Descarga digital | Lava                 |